# Kanton Saint-Germain-du-Teil

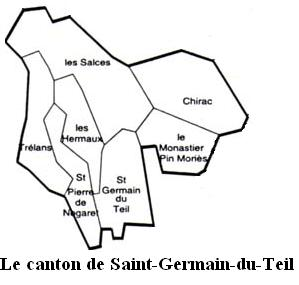
Die Gemeinden im Kanton

Der Kanton Saint-Germain-du-Teil war bis 2015 ein französischer Wahlkreis im Arrondissement Mende, im Département Lozère und in der Region Languedoc-Roussillon; sein Hauptort war Saint-Germain-du-Teil.
Der Kanton war 178,83 km² groß und hatte 3389 Einwohner (Stand 2012).
Der Kanton umfasste Wahlberechtigte aus folgenden sieben Gemeinden:
| Gemeinde                | Einwohner Jahr | Fläche km² | Bevölkerungsdichte | Code INSEE | Postleitzahl |
| ----------------------- | -------------- | ---------- | ------------------ | ---------- | ------------ |
| Chirac                  | 1166 (2013)    | –          | – Einw./km²        | 48049      | 48100        |
| Les Hermaux             | 110 (2013)     | –          | – Einw./km²        | 48073      | 48340        |
| Le Monastier-Pin-Moriès | 949 (2013)     | –          | – Einw./km²        | 48099      | 48100        |
| Saint-Germain-du-Teil   | 821 (2013)     | –          | – Einw./km²        | 48156      | 48340        |
| Saint-Pierre-de-Nogaret | 174 (2013)     | –          | – Einw./km²        | 48175      | 48340        |
| Les Salces              | 101 (2013)     | –          | – Einw./km²        | 48187      | 48100        |
| Trélans                 | 98 (2013)      | –          | – Einw./km²        | 48192      | 48340        |